# Porto de Navegantes
A Portonave S/A - Terminais Portuários de Navegantes ou Porto de Navegantes  é um porto privado brasileiro localizado na foz do rio Itajaí, no município de Navegantes, no estado de Santa Catarina.
Tem as certificações ISPS Code, OEA, ISO 9000 e ISO 14001

## História
O Portonave iniciou suas operações em outubro de 2007, como o primeiro terminal portuário privado do país. A empresa atua no escoamento da produção das regiões Sul, Sudeste e Centro-Oeste do Brasil e de outros países da América do Sul e no recebimento de cargas de todo o mundo.
O Portonave possui uma câmara frigorífica – a Iceport – totalmente automatizada, com seis transelevadores, e capacidade estática de 16 mil posições pallets. Além de uma antecâmara com 13 docas para o recebimento das cargas. Ao todo são 50 mil m² de área para armazenagem.
Atualmente, possui área total de 400 mil m², sendo cerca de 360 mil m² de área alfandegada, dividida em três berços de atracação, em um cais linear de 900m, com capacidade estática de armazenagem de 30 mil TEUs.
A posição de destaque é assegurada pela infraestrutura do Terminal: seis portêineres, 18 transtêineres, 40 terminal tractors, cinco empilhadeiras Reach Staker e quatro empilhadeiras para vazios, um scanner e 2,1 mil tomadas reffers.

## Infraestrutura e equipamentos
| Cais                | 900m              |
| Áárea               | 400 mil m²        |
| Calado              | 11,3 m            |
| Braços de Atracação | 3                 |
| Área administrativa | 8650 m²           |
| Capacidade do pátio | 30 MIL TEUs       |
| Tomadas reefers     | 2130              |
| Empilhadeiras       | 4 Cheio / 3 Vazio |
| Portêineres         | 6                 |
| Transtêineres       | 18                |

## Acessos
- Rodoviários – pelas SC-470/BR-470, que ligam Itajaí e Navegantes ao oeste catarinense, passando por Blumenau; encontram a BR-101, a cerca de 10 km do porto, e a SC-486, atingindo Brusque, estabelecendo ligação com a malha rodoviária do estado.

- Ferroviário – não há. Existem estudos pela implantação da Ferrovia Leste-Oeste, que ligaria o porto à Argentina, cruzando o Vale do Itajaí e o Oeste Catarinense, e também da Ferrovia Litorânea, saindo de Araquari (provavelmente de Curitiba) até encontrar a malha da Ferrovia Tereza Cristina, no Sul do Estado.
- Marítimo – a barra, na embocadura do rio Itajaí-Açu, é fixada por dois molhes, norte e sul, e contém a largura mínima de 100m e profundidade de 9 metros. O canal de acesso é constituído de um trecho externo e outro interno, com profundidades de 8m e 8,5m, respectivamente. A parte externa (canal da barra) tem cerca de 1,5 km de comprimento e largura de 100m a 150m, e a interna, 3,2 km, com largura variando entre 100m e 230m.